# Lysgårdsbakken
Il Lysgårdsbakken è un trampolino situato a Lillehammer, costruito nel 1993 entro uno stadio capace di ospitare fino a 50.000 persone.

## Storia
Fu utilizzato per le cerimonie di apertura e di chiusura dei XVII Giochi olimpici invernali, così come per le gare di salto con gli sci e di combinata nordica.
Il sito è fra quelli che hanno ospitato una delle tappe del Nordic Tournament.